# Mário Bližňák
Mário Bližňák (ur. 6 marca 1987 w Trenczynie) – słowacki hokeista, reprezentant Słowacji.

## Kariera
- HK Dubnica U18 (2003-2005)
- HK Dubnica U20 (2003-2005)
- HK Dubnica (2003-2005)
- Vancouver Giants (2005-2008)
- Manitoba Moose (2008-2011)
- Vancouver Canucks (2009-2011)
- Sparta Praga (2011-2012)
- Slovan Bratysława (2012-2014)
- HC Pilzno 1929 (2014-2016)
- Bílí tygři Liberec (2016-2018)
- HK Dukla Trenczyn (2018-2019)

Wychowanek klubu HK Dubnica nad Váhom. Od maja 2012 zawodnik Slovana Bratysława. W styczniu 2014 przedłużył kontrakt ze Slovanem o dwa lata. Od grudnia 2014 zawodnik HC Pilzno 1929. Odszedł z klubu z końcem kwietnia 2016. Od maja 2016 do kwietnia 2018 zawodnik Bílí tygři Liberec. W maju 2018 został zawodnikiem Dukli Trenczyn. W październiku 2019 ogłosił zakończenie kariery zawodniczej z uwagi na stan zdrowia.
Uczestniczył w turniejach mistrzostw świata w 2012, 2013, 2015, 2017.

## Sukcesy
Reprezentacyjne
- Srebrny medal mistrzostw świata: 2012

Klubowe
- Ed Chynoweth Cup: 2006 z Vancouver Giants
- Memorial Cup: 2007 z Vancouver Giants
- Norman R. „Bud” Poile Trophy: 2009 z Manitoba Moose
- Puchar Prezydenta Czeskiej Federacji Hokeja na Lodzie: 2012 ze Spartą Praga
- Srebrny mistrzostw Czech: 2017 z Bílí tygři Liberec